# Gur-e-Amir
Gur-e Amir (perzijski: گور امیر‎) mauzolej je koji je sagradio azijski osvajač Tamerlan (sada poznat kao Timur) u Samarkandu (u današnjem Uzbekistanu). 
Ova građevina je važna u povijesti iranske i islamske arhitekture, jer je poslužila kao model za buduće monumentalne mogulske grobnice poput Humajunove grobnice u Delhiju, te čuvenog Taj Mahala u Agri, koji su sagradili Timurovi nasljednici iz mogulske dinastije u sjevernoj Indiji.
Timur je grobnicu namijenio svojim nasljednicima iz dinastije Timurida, ali je ondje pokopan 1405. godine jer njegovo tijelo zbog snježnih nanosa i blokiranih planinskih prijevoja nije moglo biti odneseno u predviđenu grobnicu u Šahrisabzu. Grobnicu je dovršio njegov unuk Ulugh Begh, koji je tu i sahranjen.
Dana 19. lipnja 1941. grobnicu je otvorio sovjetski arheolog i antropolog Mihail Gerasimov i odnio Timorove ostatke i ostatke njegovih potomaka u Taškent kako bi pokušao rekonstruirati njihov izgled. Tri dana kasnije započela je operacija Barbarossa iz koje je nastala legenda o prokletstvu koje će zadesiti svakoga tko poremeti Timurov grob. Nakon što je Gerasimov rekonstruirao Timurov lik, njegovi su posmrtni ostaci 1942. godine svečano pokopani prema muslimanskim običajima, a nedugo nakon toga dogodila se prekretnica u ratu.